# Gaston Clément
Gaston Nicolas Clément (Rijsel, 9 juli 1878 – Schaarbeek, 21 oktober 1973) was een Frans-Belgisch chef-kok, in zijn tijd vooral bekend van zijn keukenpraatjes op radio en televisie en vandaag vanwege twee klassiek gebleven kookboeken, De raadsman in de kookkunst (1953) en Gastronomie et folklore (1957).

## Leven
De ouders van Clément waren in de nasleep van de Frans-Duitse Oorlog naar België uitgeweken, maar voor de bevalling ging zijn moeder even de grens weer over. Gaston diende onder zijn vader in het restaurant op de Wereldtentoonstelling van 1897 in Brussel. Enkele stages in Parijs werden afgebroken voor zijn Franse legerdienst, die hij op eigen verzoek in de marine vervulde. Nadien werkte hij in Luikse en Oostendse restaurants, om dan drie jaar scheepskok te worden op het jacht van de Rijselse textielfabrikant Crespel. Vervolgens ging Clément aan de slag in de paleiskeuken van Leopold II onder chef Carpentier. De dood van de vorst in 1909 bracht Clément naar Egypte, waar hij voor baron Empain de eerste hotels opstartte in Heliopolis. In de Eerste Wereldoorlog werd de kok langdurig vastgezet wegens zijn contacten met de weerstander Camille Joset (1879-1958). Na afloop van de oorlog keerde hij terug naar het paleis, waar hij onder Bothy de minder exuberante maaltijden van Albert I bereidde.
Vanaf 1927 begon Clément recepten te publiceren in Le Peuple en al vlug ook in La Nation Belge. Na een waarschuwing van dat conservatieve blad omdat hij terloops het lot van de plongeurs had beklaagd, stapte hij dankzij zijn vriend Paul Bouillard over naar Le Soir (1928). Ze ontpopten zich tot culinaire ambassadeurs en hielden conferences doorheen België en Frankrijk. In 1934 kreeg Clément de kans om enkele maanden aan de zijde van Escoffier te staan in de Londense Carlton. Datzelfde jaar was zijn stem te horen op de Franstalige golflengte van de Belgische radio. De recepten die hij elke ochtend meegaf, vielen zodanig in de smaak bij de vrouwelijke luisteraars dat ze, om hem in alle rust te kunnen horen, een verlating van het uitzenduur tot 9 uur vroegen en kregen. Vanaf ongeveer 1955 maakte Clément zijn kokspraatjes ook voor de televisie. Hij bleef aanwezig in de geschreven en gesproken pers tot 1965.
Ruim veertig kookboeken in de twee landstalen zijn het werk van Gaston Clément. Op vraag van de Boerinnebond schreef hij in 1941 Ons oorlogskookboekje, bedoeld om het beste te maken van de magere voedingsmiddelen onder de bezetting. Zijn levenswerk was Le Conseiller culinaire, een vuistdik boek met thematische hoofdstukken en recepten op ingrediënt, dat na de eerste verschijning in 1953 talloze herdrukken beleefde. Begin 21e eeuw noemde men Cléments Raadsman "wellicht het rijkste kookboek dat ooit in deze kontreien uitgegeven is". Niet in het Nederlands verschenen maar haast even gewaardeerd, is zijn vier jaar later gepubliceerde boek over de Belgische streekkeuken, Gastronomie et folklore, met inleidingen van journalist Charles d'Ydewalle.
Clément bleef een graaggeziene culinaire spreker tot op hoge leeftijd. Hij overleed op zijn 95e. Op dezelfde dag als de lekkerbek stierf zijn enkele decennia jongere collega, die jarenlang de turnoefeningen had gepresenteerd op televisie, hetgeen voor enige hilariteit zorgde in het land.

## Publicaties
De kookboeken van Gaston Clément, verkocht bij miljoenen, zijn niet eenvoudig te inventariseren wegens de talrijke, vaak ongedateerde versies. 

### Boeken
- 300 recettes pour accommoder les fruits, 1930
- La cuisine pour tous, 1932
- Le poisson en cuisine ménagère, 1933
- La cuisine de chaque saison. Menus, recettes et conseils, 1933
- De keuken met gas. Raadgevingen & recepten, 1935 (Frans: La cuisine sur le gaz)
- Hoe kan ik best vruchten bereiden en inmaken?, 1933
- Ons oorlogskookboekje. Raadgevingen en recepten voor dezen tijd, 1941
- Hors d'œuvre et plats froids, 1947
- La Cuisine en toutes saisons, 1949
- Pâtisseries, glaces et cocktails, 1950
- Confitures
- Cuisine économique. Conseils et Recettes d'actualité
- Recepten en raadgevingen. Electrische keuken
- Comment réussir vos conserves et Utilisation de la farine de marrons et du rutabaga
- Quelques recettes de cuisine par Gaston Clément
- De raadsman in de kookkunst, 1957 (Frans: Le Conseiller culinaire, 1953)
  - De nieuwe raadsman in de kookkunst, 3 dln., 1975-76
- Gastronomie et folklore. Choix de recettes régionales belges, 1957
  - Cuisine et folklore. Choix de recettes régionales belges, 1971 (heruitgave in meerdere delen)

### Nationale Commissie voor Economische Uitbreiding
- De goede huiselijke keuken, 1934 (Frans: La bonne cuisine ménagère)
- Hoe bereiden wij de vruchten, 1943 (Frans: Comment préparer les fruits)
- Hoe bereiden wij confituur? (Frans: Comment faire nos confitures)
- Lekkere melkschotels (Frans: Les bons plats au lait)
- Tafelgeneugten (Frans: Les Délices de la table)
- Lekkernijen (Frans: Gourmandises)
- Gaston Clément vous présente des douceurs
- Tusschengerechten, banketgebak en nagerechten
- Vlaamsche en Waalsche zoetigheden (Frans: Douceurs wallonnes et flamandes - heruitgave 2011 )
- Toasts et canapés, 1950
- Soepen en groentengerechten, ca. 1950 (Frans: Soupes et plats de légumes)
- Melkschotels en seizoendranken (Frans: Plats au lait et boissons de saison)
- Konfituren & lekkernijen, ca. 1955 (Frans: Confitures et gourmandises)
- Vreugde heerst aan de dis, 1955 (Frans: Joie sur la table)
- Dranken voor zomer en winter
- Lekkere nagerechten, 1963

### Promotionele uitgaven
- Crop's vous présente, à propos de poisson, quelques conseils et recettes de Gaston Clément, ca. 1950
- Les frigorifères du littoral s.a. à Ostende vous présentent quelques conseils et recettes de Gaston Clément
- Quelques bonnes recettes d'Ostende à Arlon, ca. 1950
- Fromages de Suisse. Recettes de Gaston Clément